# Graeffea fulvescens
Graeffea fulvescens är en insektsart som först beskrevs av Henri Saussure 1868.  Graeffea fulvescens ingår i släktet Graeffea och familjen Phasmatidae. Inga underarter finns listade i Catalogue of Life.